# 印度专属经济区

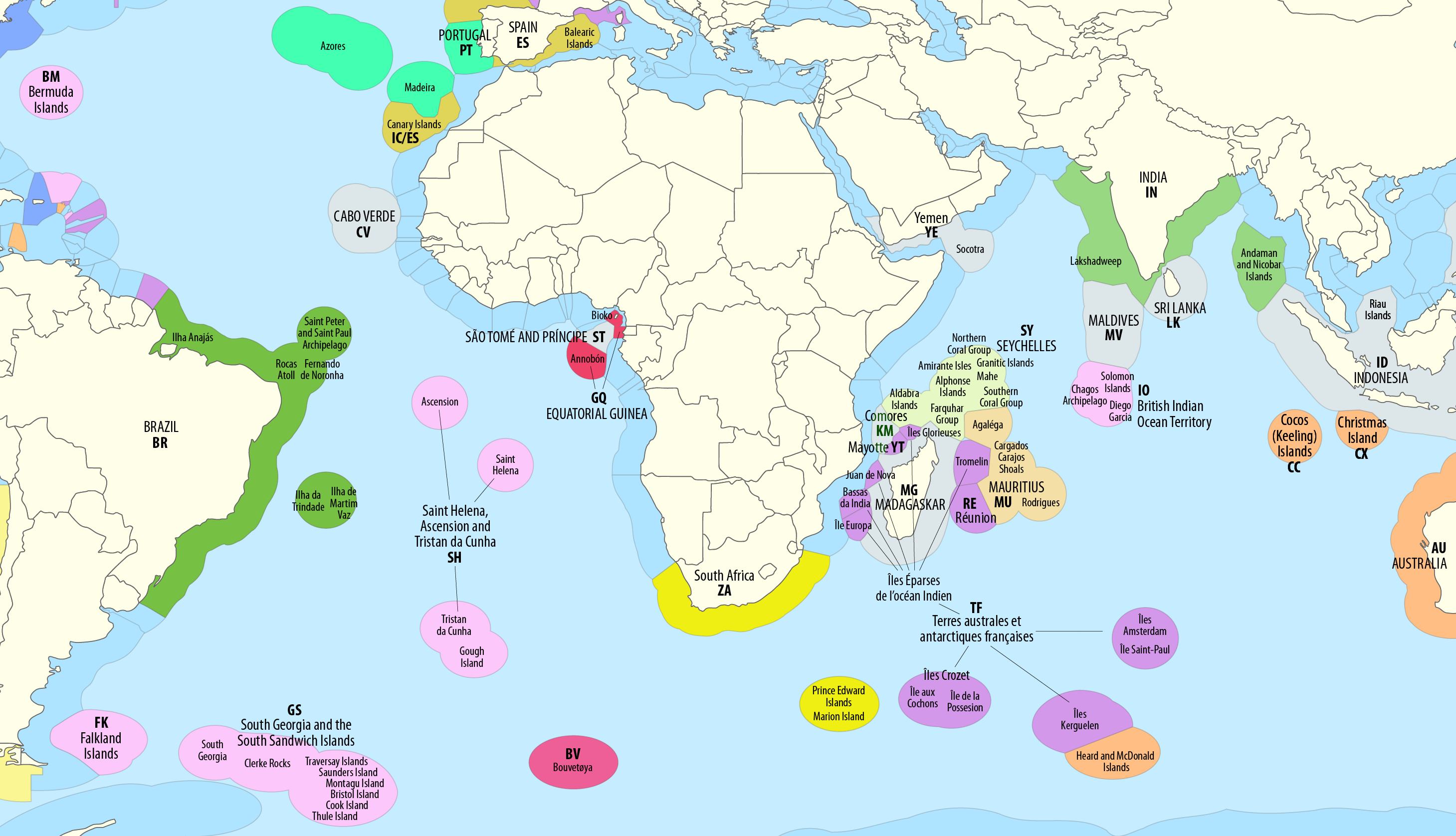
大西洋與印度洋周邊海域的專屬經濟區。

印度海洋邊界為《聯合國海洋法公約 (UNCLOS) 》所承認，包括領海及毗鄰海域，和專屬經濟海域的邊界。印度擁有12海里（22公里，或14英里）的領海區和200海里（370公里，或230英里）的專屬經濟海域。該國擁有超過7,000公里（4,300英里）的海上邊界，與7個國家為鄰。
印度專屬經濟海域（英語：Exclusive economic zone of India，簡稱EEZ）的總面積有2,305,143平方公里（890,021平方英里），在全球排名第18。包含有位於印度西南海岸拉克代夫海中的拉克沙群島，以及在孟加拉灣和安達曼海的安達曼-尼科巴群島。印度的EEZ西鄰巴基斯坦，南鄰馬爾地夫和斯里蘭卡，東鄰孟加拉國、緬甸、泰國、馬來西亞和印尼。
印度鑑於其國土所在印度次大陸的大陸棚往外延伸甚遠，具有重大潛力，而在2010年向聯合國提交一份包含超過6,000頁科學數據的請願書，尋求將其EEZ從標準的離海岸線200海里擴展至350海里。此擴展將讓印度目前的EEZ面積幾乎翻一倍。
UNCLOS對於擴展EEZ的範圍，有提供框架以超越傳統的200海里限制。UNCLOS第76條規定，若沿海國家有科學證據證明大陸棚延伸超過200海里，可將其EEZ擴展至最多350海里。
印度將EEZ擴充之後可為其帶來的優勢有：
- 增強獲取海洋資源的能力、
- 強化國家安全、
- 擴充經濟機會、及
- 促進科學研究與探索。

## 法律框架
印度於1976年通過其"領海、大陸棚、專屬經濟海域及其他海上區域法（Territorial Waters, Continental Shelf, Exclusive Economic Zone and Other Maritime Zones Act, 1976）"，在法律上界定專屬經濟海域的概念。印度於1997年6月也批准《聯合國海洋法公約》（UNCLOS）。該國於1981年頒佈"印度海洋區域（外國漁船捕魚管制）法（THE MARITIME ZONES OF INDIA (REGULATION OF FISHING BY FOREIGN VESSELS) ACT, 1981）"，禁止未經許可的外國漁船在印度專屬經濟海域內捕魚。印度也另行頒佈法律來規範印度國內漁船在專屬經濟海域內的捕魚和漁業活動。

## 專屬經濟海域重要性

橙红色：南亚次大陆地区；浅橙色：其他属于印度文化圈的地区，主要包括缅甸、泰国、老挝、柬埔寨、越南南部（占婆）、印度尼西亚、马来西亚、新加坡和文莱；黄色：不属于印度文化圈但亦受印度文化较大影响的地区，主要包括阿富汗、中國西南地區以及菲律宾。史上印度文化的影響力，在概念上與專屬經濟海域（EEZ）相關的是它經由沿著海上絲綢之路的眾多印度化之印度教-佛教王國而擴展至東南亞。

一國擁有專屬經濟海海域（EEZ），可由此獲得更為廣泛的石油、天然氣、礦產、商業捕魚和其他海洋資源、航行自由、國際貿易、國家安全和對於他國家的戰略優勢。印度擁有7,500公里的海岸線和超過230萬平方公里的EEZ，對其EEZ內的資源擁有專屬控制權。印度的海洋資源豐富，根據一份於2014年發表的研究報告，顯示其沿海地區的潛在漁獲量高達392萬噸，但目前僅開發約320萬噸。
國家專屬經濟海域（EEZ）面臨的主要問題有：海盜活動、外國船隻的非法捕撈、航行自由受限、外國船隻越界進入印度EEZ以及各國之間的權益衝突。由於印度是個臨印度洋沿岸的重要國家，其EEZ與繁忙的馬六甲海峽地理位置相近。馬六甲海峽頻繁發生海盜活動，對途經此重要咽喉航道的船隻和經此海域的貿易造成嚴重威脅。因而確保馬六甲海峽的安全，對於保障印度的海洋利益極為重要。研究顯示有組織的非法捕撈活動，導致當地許多瀕危和受威脅物種的數量減少，印度EEZ內的漁業資源和多個海洋生態區域因而遭到破壞。由於海盜活動，航行自由也成為一令人擔憂的問題。中國在印度EEZ周圍的活動也對其國家安全構成威脅。各國間就EEZ權益的相互競爭導致爭端，例如位於印度和巴基斯坦之間的瑟克里克（無人居住的沼澤地）爭端。以往UNCLOS在擴大EEZ範圍（基於大陸棚往海洋延伸程度）的同時，也批准國數項相互矛盾的主張，導致各國對擴大EEZ內的資源開發產生爭議，形成一場資源爭奪戰。
印度海岸警衛隊負責對該國近海地區，而印度軍方的安達曼-尼科巴聯合司令部則負責對外海地區，擔起保護該國EEZ的任務。

## 印度現有專屬經濟海域面積
| EEZ                  | 面積 (公里2 / 英里2)           |
| -------------------- | ------------------------------ |
| 印度大陸與拉克沙群島 | 1,641,514公里2（633,792英里2） |
| 安達曼-尼科巴群島    | 663,629公里2（256,229英里2）   |
| 合計                 | 2,305,143公里2（890,021英里2） |

## 印度擴大專屬經濟海域主張
印度於2010年度根據一份長達6,000頁，包含新的沉積物和科學證據向聯合國請願，要求將印度的專屬經濟海域從海岸線外緣200海里擴大到350海里。這種擴展將讓印度目前的EEZ面積幾乎翻倍。當證據顯示大陸棚延伸超過200海里時，UNCLOS允許將EEZ擴展超過200海里的限制，最遠可達350海里。為對印度EEZ進行綜合管理和繪製地圖，該國的地球科學部（MoES）於1999年啟動一項持續進行的項目，但截至2018年僅完成30%的進度。有來自多個國家機構的60名科學家開始對數位地質繪圖、自然地理學、沉積學、古氣候學和喜馬拉雅山脈地質構造學、印度水文和南亞季風、｛礦產資源評估進行多學科研究。印度參與研究的人員來自多個國內知名研究所和大學，例如印度國家極地海洋研究中心(NCPOR)、印度國家海洋研究所 (NIO)、國家海洋技術研究所 (NIOT)、印度地質調查局 (GSI) 以及許多大學。這些研究另可增強印度沿海地區人民應對環境災害的能力，並改善其社會經濟福祉。

## 鄰接專屬經濟海域國家
與印度專屬經濟海域鄰接的國家，從西到東有：
| EEZ                  | 是否有爭議 (是/否) | 距離 | 說明 |
| -------------------- | ------------------ | --- | --- |
| 巴基斯坦專屬經濟海域 | 是                 | 連續性 | 瑟克里克#印度-巴基斯坦邊境爭執 |
| 斯里蘭卡專屬經濟海域 | 否                 | 連續性 | 最終於1976年經由簽署印度-斯里蘭卡海洋邊界合約而解決。                                                                                    |
| 馬爾地夫專屬經濟海域 | 否                 | 連續性 | 兩國於1976年經由簽署合約，將米尼科伊島劃歸印度而解決。參見印度-馬爾地夫關係#1976年海洋條約。                                             |
| 孟加拉國專屬經濟海域 | 否                 | 連續性 | 兩國最終於2014年經由常設仲裁法院（設於荷蘭海牙的國際仲裁機構，創立於1899年）裁定而解決。參見孟加拉國-印度邊界#海洋                       |
| 緬甸專屬經濟海域     | 否                 | 印度的登陸島距離緬甸的科科群島有40公里。 | 印度為促進其偏遠東北諸邦的交通運輸，與緬甸協商，經同意後在緬甸建設希特威港（深水碼頭）作為印度加叻丹多模式交通運輸項目中的一個重要環節。 |
| 印尼專屬經濟海域     | 否                 | 印度國境最南端 - 印地拉點距離印尼國境最北端 - 隆多島有135公里。                                                                               | 印度正在開發印尼亞齊省沙璜的深水港，以作經濟及軍事用途。參見沙璜#交通及印度-印尼關係#戰略夥伴關係。                                      |
| 泰國專屬經濟水域     | 否                 | 印度尼科巴群島中的卡莫他島（Camorta Island）北面有蒂朗衝島，距離泰國西密蘭群島約440公里。 印度大尼科巴島的坎普灣距離泰國的小皇帝島有488公里。 | 泰國與印度、緬甸、印尼和馬來西亞訂有條約，界定海洋邊界。                                                                                 |
| 馬來西亞專屬經濟海域 | 否                 | 印度大尼科巴島的坎普灣距離馬來西亞的浮羅交怡（蘭卡威）630公里。                                                                               | |